# RMS Olympic
O RMS Olympic foi um navio de passageiros britânico operado pela White Star Line e construído pelos estaleiros da Harland and Wolff em Belfast. Foi a primeira embarcação da Classe Olympic de transatlânticos, seguido pelo RMS Titanic e o HMHS Britannic. Sua construção começou em dezembro de 1908, sendo lançado ao mar em 20 de outubro de 1910 e realizando sua viagem inaugural em 14 de junho de 1911 de Southampton para Nova Iorque.
Ao contrário de seus irmãos Titanic, que afundou na primeira viagem, e Britannic, requisitado pela Marinha Real Britânica para servir como navio-hospital na Primeira Guerra Mundial antes de entrar em serviço comercial e perdido no conflito, o Olympic teve uma longa e distinta carreira, de 1911 a 1935, ganhando o apelido de "Velho Confiável". Entretanto, seu tempo de serviço foi marcado por várias colisões com outros navios, mais notavelmente com o cruzador HMS Hawke em setembro de 1911 e o navio-farol LV-117 em maio de 1934. O Olympic também serviu na Marinha Real Britânica como navio de transporte de tropas durante a Primeira Guerra Mundial, voltando ao serviço comercial depois do confronto.
O naufrágio do Titanic impôs uma enorme revisão dos equipamentos de segurança do Olympic em 1912. Novas reformas ocorreram no final da década de 1920 para adequá-lo aos novos padrões da época e para tentar competir com outras embarcações mais novas. Ele continuou servindo como o principal navio da White Star Line junto com o RMS Majestic até sua aposentadoria em 1935. O Olympic foi desmontado em 1937, com muitos de seus elementos decorativos sendo leiloados e reutilizados em hotéis e até mesmo em outros navios.

## Antecedentes
A navegação comercial era dominada pelo Império Alemão no início do século XX, que lançou os primeiros navios de quatro chaminés da história (como o SS Kaiser Wilhelm der Grosse e o SS Deutschland). Eles ultrapassaram sua concorrência por seu tamanho e velocidade, porém a companhia britânica Cunard Line respondeu ao lançar quase simultaneamente o RMS Lusitania e o RMS Mauretania, que rapidamente ganharam a Flâmula Azul pela travessia transatlântica mais rápida. Já a concorrente direta da Cunard, a White Star Line, não ganhava a Flâmula Azul desde 1890 com o SS Teutonic e também decidiu construir navios gigantes.
Lorde William Pirrie, 1º Barão Pirrie e o presidente dos estaleiros navais da Harland and Wolff, e Joseph Bruce Ismay, presidente da White Star Line, ambos membros do truste International Mercantile Marine Co., decidiram em 1907 construir três navios de proporções até então inigualáveis. Seus nomes foram depois definidos como Olympic, Titanic e Gigantic (depois alterado para Britannic), em referência a três raças da mitologia grega: olimpianos, titãs e gigantes. Os dois homens preferiram focar sua atenção em luxo e segurança pois previram que seria muito dispendioso tentar superar os navios da Cunard em velocidade.
Os dois assinaram o contrato de construção em 31 de julho de 1908. Pirrie projetou por conta própria o tamanho e a forma geral das embarcações e passou o projeto para seu cunhado Alexander Carlisle e seu sobrinho Thomas Andrews. Ismay também deu sugestões e opiniões sobre a concepção dos navios. Carlisle se aposentou em 1910, dentre outras razões porque Pirrie e Ismay vetaram a ideia de colocar um número maior de botes salva vidas, deixando Andrews sozinho na liderança da construção.

## Construção

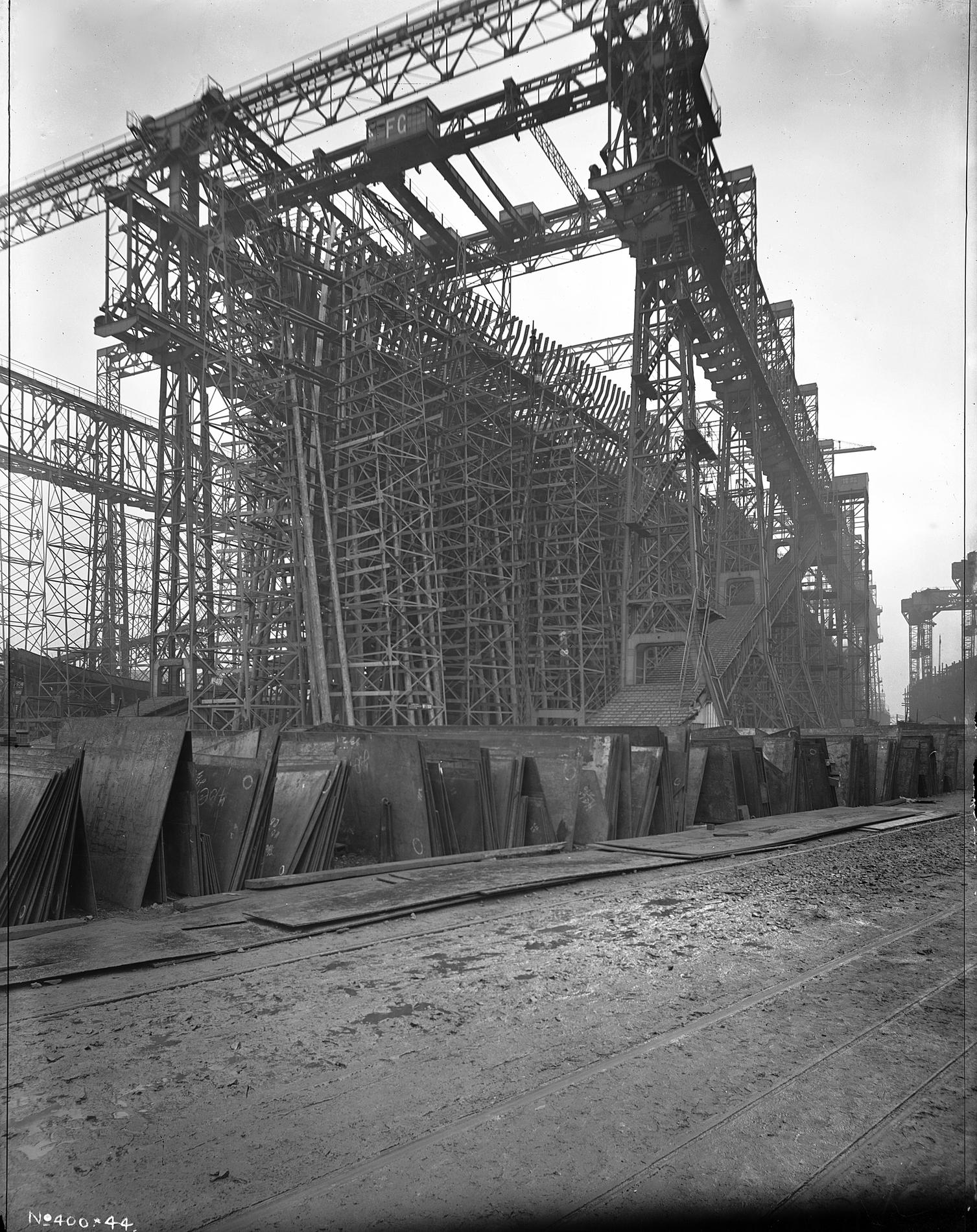
O Olympic em construção, c. 1909–10.

O Olympic foi construído na Harland and Wolff em Belfast, Irlanda. Como o primeiro transatlântico de seu tipo construído para a White Star Line, ele também batizou sua classe de navios: a Classe Olympic. Sua construção começou em 16 de dezembro de 1908 com o batimento de sua quilha. A construção de seu irmão o RMS Titanic iniciou quatro meses depois em março de 1909, com as duas embarcações sendo construídas lado a lado. Um novo pórtico precisou ser construído para acomodá-los quando seus tamanhos alcançaram medidas até então incomparáveis. Para diferenciá-los, o Olympic foi construído com o casco branco enquanto o Titanic foi construído em preto. Ele foi lançado ao mar às 11h de 20 de outubro de 1910 em uma grande cerimônia, com a White Star tendo fretado um navio para trazer convidados importantes da Inglaterra. A imprensa desde o início o chamou de "Rei dos Mares".

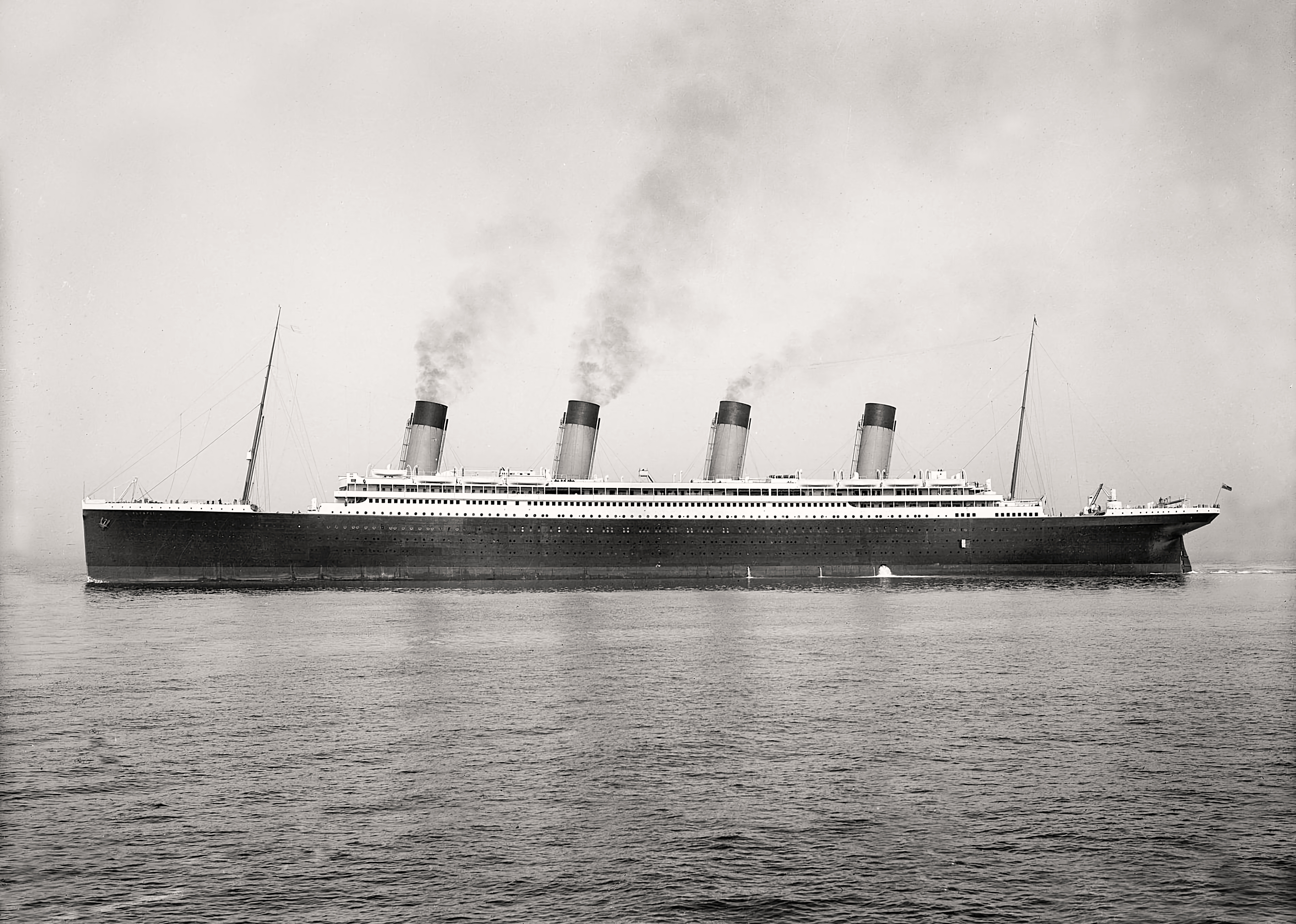
O Olympic durante os seus testes marítimos, em maio de 1911.

O Olympic logo em seguida foi levado para uma doca seca a fim de passar pela equipagem, já que até aquele momento ele era apenas um casco vazio sem nenhum equipamento instalado. Os planos originais eram que tivesse apenas três chaminés, porém uma quarta chaminé e falsa foi adicionada para que não parecesse menos potente que os concorrentes da Cunard. Essa quarta chaminé acabou sendo usada para a ventilação das cozinhas e como espaço de armazenamento das espreguiçadeiras do convés dos botes. Em termos de propulsão, o Olympic era alimentado por três hélices: as duas laterais tinham três lâminas e eram movidas por motores de tripla expansão, enquanto a central tinha quatro lâminas e era movida por uma turbina que usava o excesso de vapor das outras máquinas. Essa disposição já havia sido testada dois anos antes no SS Laurentic, enquanto o irmão deste o SS Megantic fora equipado com dois motores de quádrupla expansão. O Laurentic se mostrou mais rentável e um pouco mais veloz, fazendo com que a propulsão mista fosse equipada nos navios da Classe Olympic.
O Olympic foi completado no início de 1911 e partiu no dia 29 de maio para seus testes marítimos. Durante dois dias foram testadas suas capacidades de manobra, bússola e comunicações sem fio, porém não houve testes de velocidade. Ele foi declarado apto para o serviço comercial em 31 de maio, mesmo dia em que o Titanic foi lançado ao mar. O Olympic partiu de Belfast para Liverpool às 16h30min com Ismay e J. P. Morgan a bordo. Ele foi aberto ao público brevemente antes de ir para Southampton no dia seguinte.

## Características
O Olympic tinha 269 m de comprimento por 28 m de largura e dez conveses de altura, designados principalmente por letras. O mais elevado era onde ficavam os botes salva vidas e a ponte de comando, chamado de "convés superior" ou "convés dos botes". Abaixo estavam os conveses de A a G, todos esses destinados a passageiros. Mais abaixo ficavam os conveses que continham as caldeiras, reservas de carvão, sala de máquinas, alojamentos da tripulação e reservas de alimentos. A embarcação tinha um aspecto visual mais "limpo" e "elegante" que outros navios da época; a Harland and Wolff decidiu empregar saídas de ar pequenas e com ventiladores elétricos ao invés de versões grandes e numerosas, também utilizando a quarta chaminé falsa para ventilação adicional.

### Instalações

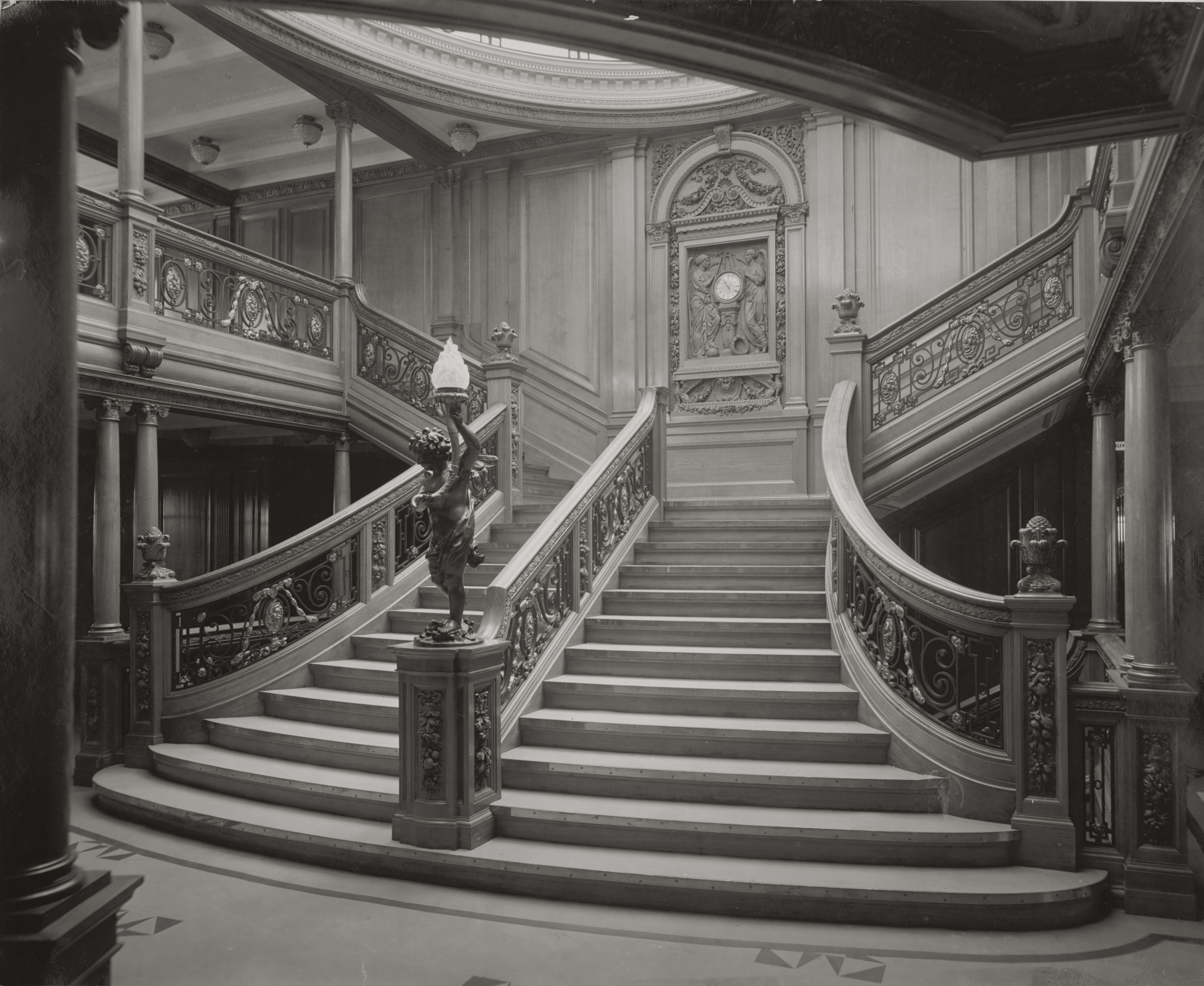
A Grande Escadaria da primeira classe a bordo do Olympic, com o relógio "Honra e Glória Coroando o Tempo".

O Olympic foi o navio mais luxuoso de sua época. Ele oferecia uma variedade de serviços, alguns até então incomuns em embarcações comerciais. No convés dos botes os passageiros de primeira classe dispunham de um ginásio equipado com os aparelhos mais modernos da época, como máquinas de remo e cavalos elétricos. No convés A tinham acesso a um grande salão no estilo Luís XV onde a orquestra regularmente tocava, com um projetor de cinema sendo instalado no final da década de 1920. No mesmo convés estava situado um suntuoso salão de leitura decorado com grandes janelas, mobílias de mogno, vitrais e uma lareira com um quadro de Norman Wilkinson, além de dois cafés decorados com palmeiras. O Olympic também possuía um restaurante à la carte e uma sala de jantar espaçosa, onde uma pista de dança foi posteriormente adicionada na década de 1920. O navio também oferecia aos passageiros de primeira classe o acesso a banhos turcos, quadra de squash e uma piscina coberta.

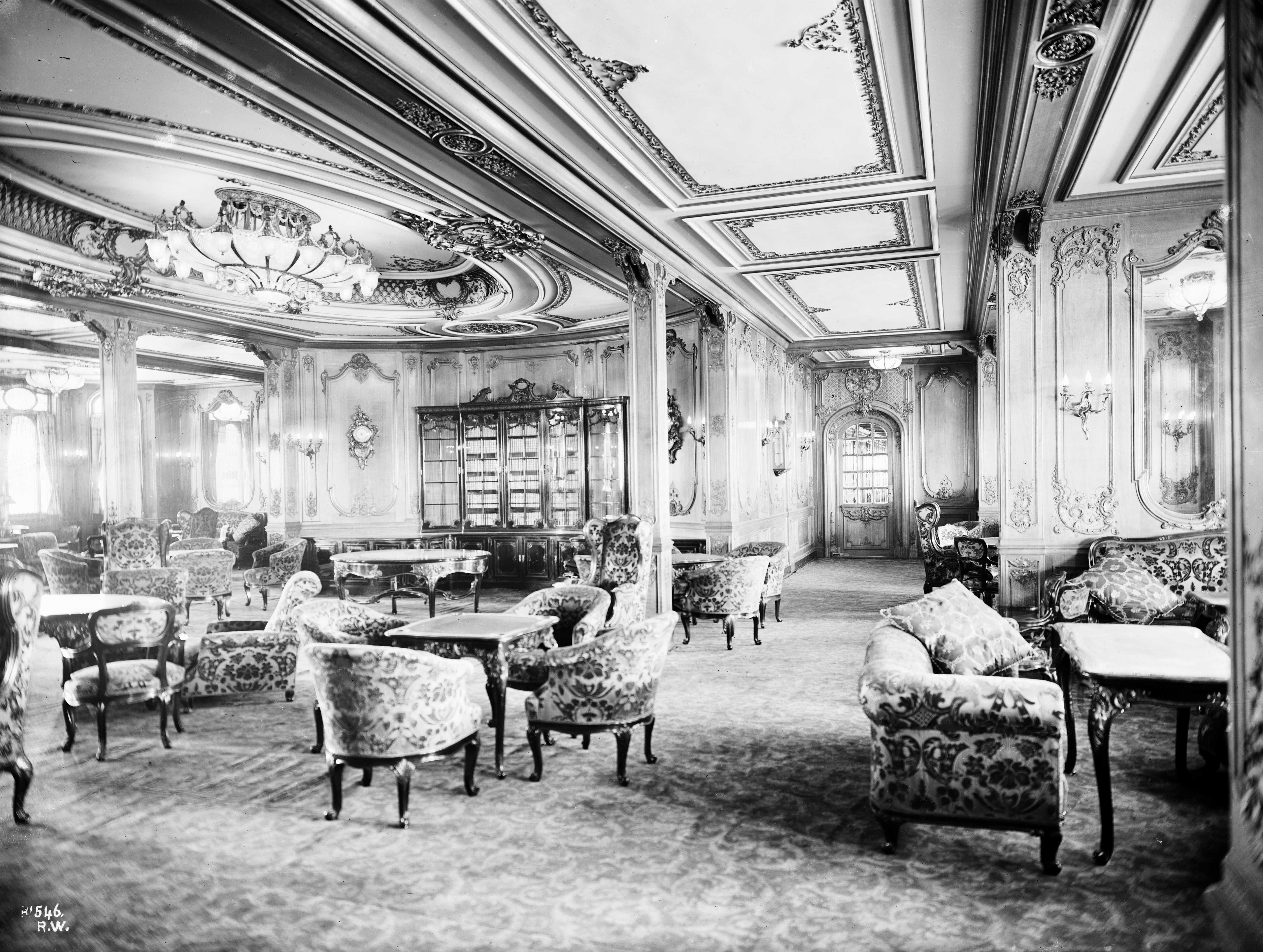
Lounge da primeira classe do Olympic, em 1911.

A primeira classe era acomodada em cabines igualmente luxuosas nos conveses de A a E, conectadas principalmente por uma grande escadaria coberta por uma cúpula de vidro e decorada por um relógio entalhado chamado de "Honra e Glória Coroando o Tempo". Algumas cabines eram equipadas com casas de banho (até 1928, quando todas foram equipadas com tais) e ocasionalmente podiam ser combinadas para formar "apartamentos" para famílias numerosas.
Os passageiros de segunda classe tinham acesso a instalações bem menos variadas, mas igualmente boas para a época. Suas cabines ficavam localizadas na parte traseira do convés D até o G, tendo disponíveis uma biblioteca, sala de jantar, sala de fumantes e um convés de passeio. A terceira classe tinha um nível muito mais elevado que as equivalentes em outros navios: as cabines eram todas equipadas com beliches para entre quatro a oito pessoas, desfrutavam de duas áreas comuns, uma sala de fumar e uma sala de jantar própria. Entretanto, seus espaços seriam reduzidos um pouco na década de 1920 em favor da segunda classe.

### Segurança
O Olympic tinha várias medidas de segurança. Seu casco era divido em dezesseis compartimentos estanques separados por comportas que se fechavam automaticamente ou manualmente a partir da ponte de comando, permitindo que o navio pudesse flutuar com até quatro compartimentos frontais inundados (esperava-se que as colisões mais frequentes ocorressem na proa). O navio também possuía um casco duplo na parte inferior e bombas capazes de extrair quatrocentas toneladas de água por hora. Quando foi lançado ao mar em 1911 a embarcação tinha vinte botes salva vidas, mais botes do que era exigido pelas normas da Junta Comercial na época. Tudo isso lhe deu a reputação na época de ser "inafundável".
O naufrágio do Titanic em 1912 mostrou várias falhas de segurança nos projetos dos navios e nas legislações marítimas, assim o Olympic foi obrigado a passar por várias reformas e alterações. O número de botes salva vidas foi aumentado para 64, com turcos adicionais sendo instalados ao longo de todo o convés dos botes para acomodá-los. Além disso, o casco duplo foi expandido e cinco dos compartimentos estanques foram estendidos até o convés B, corrigindo uma das falhas de projeto do Titanic. Uma nova comporta também foi instalada, aumentando o número total para dezessete.

### Diferenças com oTitanic

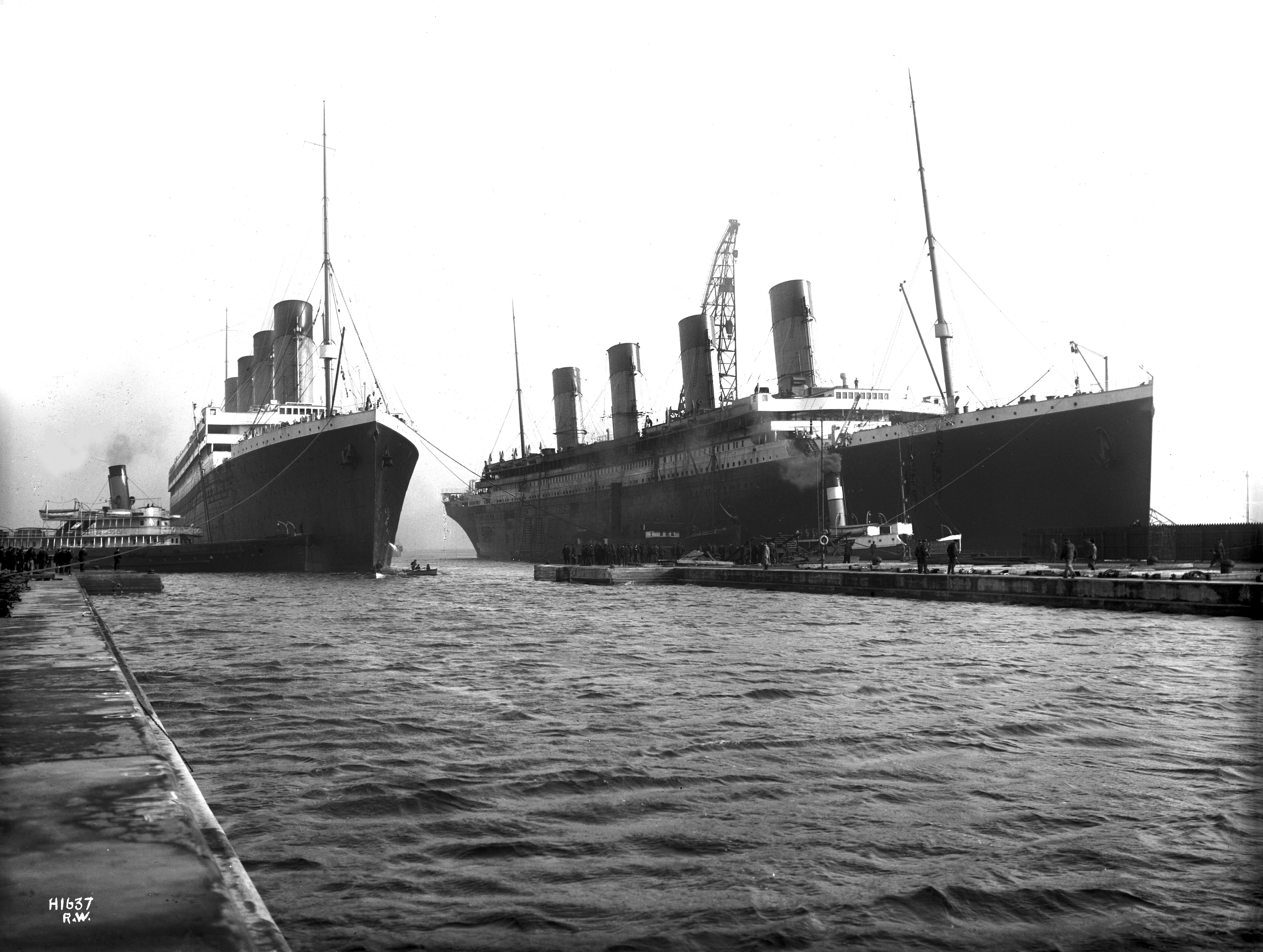
Uma das poucas imagens tiradas do Olympic (esquerda) e do Titanic (direita) juntos.

O interior do Olympic era muito semelhante ao seu irmão Titanic, com algumas exceções. Os pisos de linóleo vermelho do primeiro foram substituídos no segundo por tapetes, enquanto o Titanic tinha algumas instalações exclusivas como o Café Parisien. A principal diferença exterior entre os dois navios ficava no passeio do convés A, que no Olympic era totalmente aberto enquanto no Titanic era parcialmente fechado na parte dianteira. Da mesma forma, o passeio do convés B do primeiro navio foi pouco utilizado pelos seus passageiros, sendo removido totalmente no segundo irmão. Isso também fez com que as janelas do Titanic ficassem dispostas de maneira irregular. O passeio do convés B do Olympic acabou sendo removido durante uma reforma em 1928, dando lugar a cabines maiores e mais luxuosas.
Essas diferenças foram o resultado das conclusões e observações feitas pelo engenheiro Thomas Andrews, que passou toda a viagem inaugural do Olympic tomando notas de vários elementos e aspectos, como o uso de suas instalações, a presença de esponjas nas casas de banho e o número de mesas na sala de jantar. Essas notas existiam em três exemplares (uma para a White Star Line, outra para a Harland and Wolff e outra para o próprio Andrews) e são usadas até hoje para saber das diferenças internas dos dois navios. Leonard Peskett, engenheiro do RMS Aquitania da Cunard Line, viajou no Olympic em 1911 e também tomou várias notas para ajudá-lo no projeto de seu navio.

## História

### Início de carreira

#### Primeiras viagens

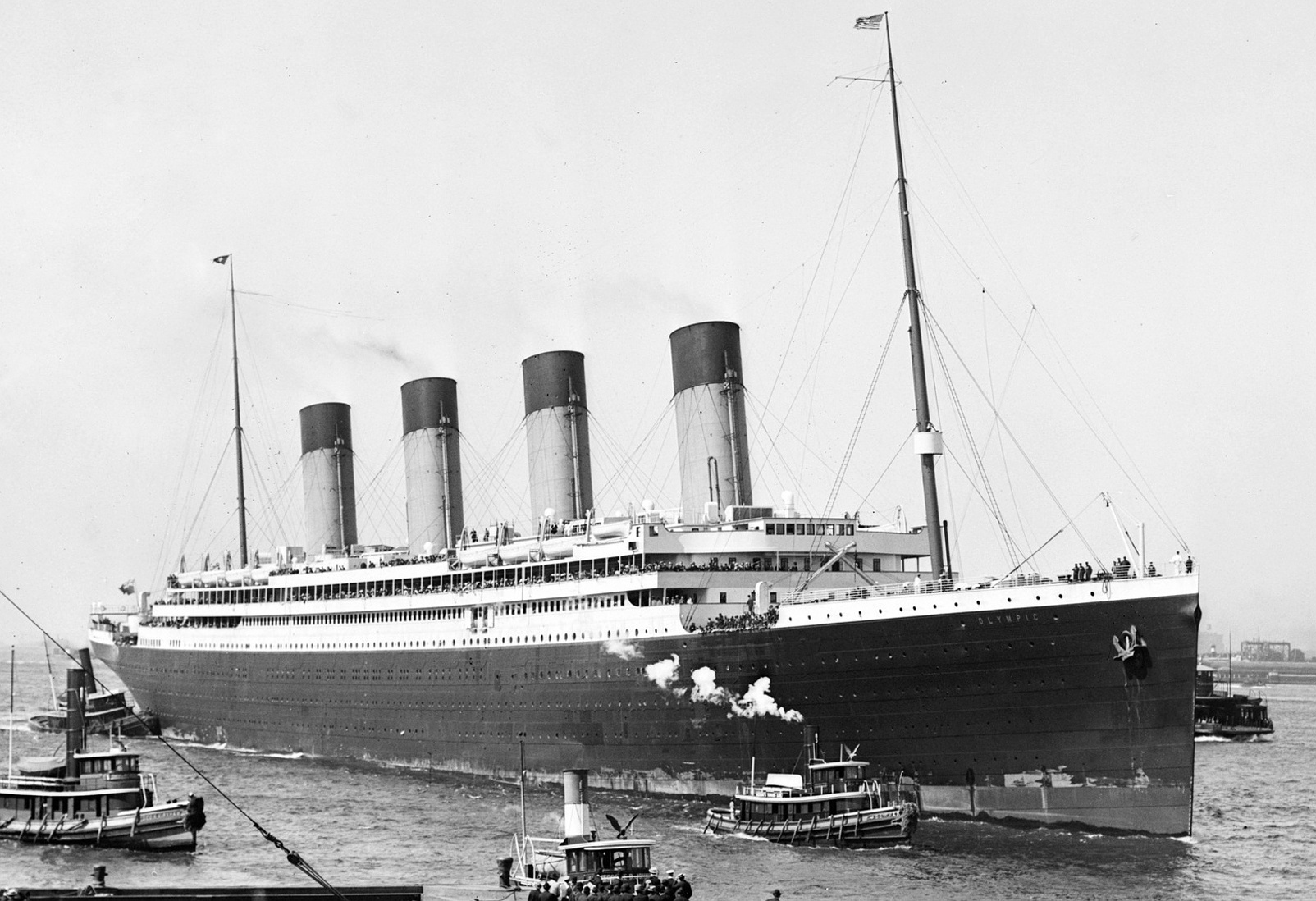
O Olympic no porto de Nova Iorque durante a sua viagem inaugural, em junho de 1911

O Olympic chegou em Southampton pela primeira vez no dia 3 de junho de 1911, despertando um interesse e entusiasmo na mídia local. Ele iniciou sua viagem inaugural para Nova Iorque, Estados Unidos, em 14 de junho sob o comando do capitão Edward Smith, o comandante mais experiente e respeitado da White Star Line. Smith também era conhecido por ter boas relações com a alta sociedade da época, tendo até visitado o rei Afonso XIII da Espanha. O Olympic superou as previsões de seus construtores ao fazer sua primeira travessia em cinco dias, dezesseis horas e 42 minutos, mesmo não estando com todas as suas caldeiras funcionando. Ele completou a viagem em 21 de junho, porém sua chegada foi marcada por uma colisão com o rebocador Halanbeck. O Halanbeck sofreu grandes danos, porém o Olympic saiu praticamente ileso. Os proprietários do rebocador exigiram uma compensação de dez mil libras por parte da White Star, porém nenhuma quantia foi paga pela falta de provas que o incidente tinha sido culpa do navio de passageiros.
A viagem inaugural também foi utilizada para avaliar as qualidades e defeitos do Olympic: o engenheiro Thomas Andrews e o presidente da White Star Line Joseph Bruce Ismay viajaram no navio para tomar nota dos mínimos detalhes. Ismay percebeu a falta de moedores de batata na cozinha e que as casas de banho da primeira classe não tinham cinzeiros. Ele também planejou expandir o restaurante à la carte e algumas das cabines da primeira classe no Titanic, então ainda em construção. O sucesso do Olympic ficou indiscutível no mês seguinte, quando ele bateu o recorde de o maior número de passageiros transportados em uma travessia transatlântica. Em sua terceira viagem, a Cunard Line enviou o engenheiro Leonard Peskett para viajar no navio da rival e tirar ideias para que pudessem ser utilizadas no Aquitania, observando a taxa de utilização de suas diferentes instalações e seu potencial de sucesso com os passageiros.

#### Colisão com oHawke

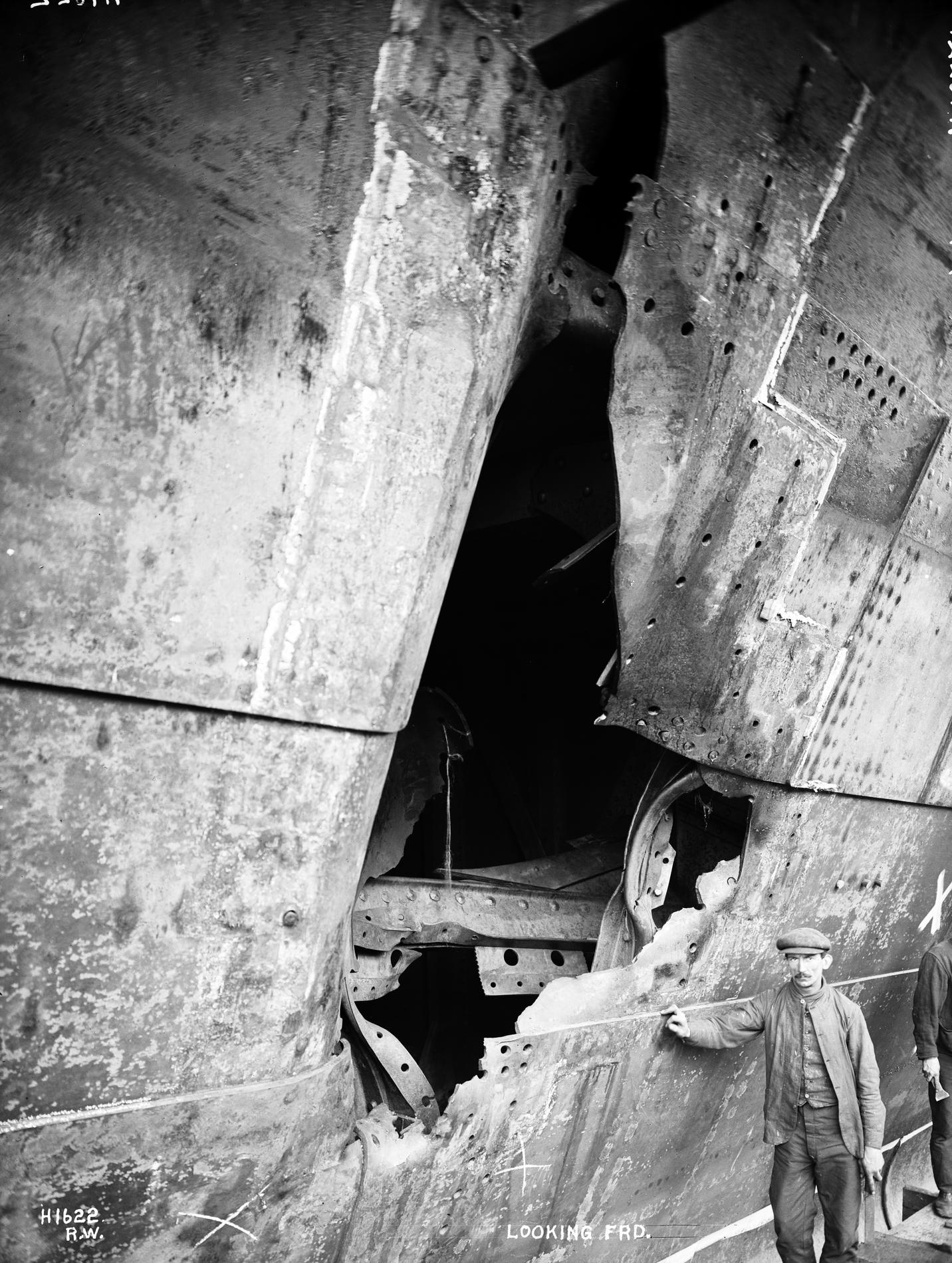
Os danos no casco do Olympic causados pela colisão com o Hawke.

O Olympic começou sua quinta viagem em 20 de setembro de 1911. A partida de Southampton foi um pouco agitada porque alguns foguistas se recusaram a embarcar por causa de presença de dois foguistas não sindicalizados. Depois de deixar o porto, ele entrou no estreito de Solent na Ilha de Wight, ficando paralelo com o cruzador HMS Hawke da Marinha Real Britânica. O Olympic fez uma curva para estibordo, surpreendendo o capitão George William Bower do Hawke, que não conseguiu tomar ações evasivas em tempo suficiente. A proa do cruzador, equipada com um rostro para afundar outros navios, colidiu contra a popa do navio de passageiros, abrindo dois grandes buracos em seu casco, inundando dois compartimentos e destruindo um dos eixos das hélices. Já o Hawke teve sua proa destruída. A bordo do Olympic estavam Violet Jessop e Arthur John Priest, membros da tripulação que posteriormente também sobreviveriam aos naufrágios do Titanic e de seu irmão Britannic. A viagem foi cancelada e o navio conseguiu voltar em segurança ao porto. Vários passageiros foram levados de trem para Londres, enquanto outros embarcaram no RMS Adriatic em Liverpool.
Os danos do navio foram remendados com madeira para que pudesse navegar e ele foi levado de volta para Belfast a fim de realizar seus reparos. A Harland and Wolff possuía a única doca seca capaz de acomodar uma embarcação do tamanho do Olympic. O Titanic, que na época estava passando por sua equipagem, teve que ser retirado da doca e todos os esforços de trabalho e materiais foram transferidos para o irmão. Os custos do reparo aumentaram ainda mais porque a White Star Line foi forçada a pagar também os consertos do Hawke, já que a Marinha Real considerou que o Olympic tinha sido o responsável pelo acidente. As obras foram completadas em 30 de novembro de 1911 e o navio imediatamente partiu para voltar ao serviço transatlântico. Entretanto, a colisão teve um ponto positivo: o fato do acidente ter ocorrido sem vítimas e, mesmo com os danos, a embarcação conseguiu continuar flutuando reforçou a reputação de inafundável da Classe Olympic.
O Olympic passou por uma forte tempestade em 4 de janeiro de 1912 sem danos. Porém, enquanto voltava em 24 de fevereiro ele perdeu uma das lâminas de suas hélices, forçando-o a voltar novamente para Belfast. Para consertá-lo o mais rápido possível, materiais do Titanic foram mais uma vez transferidos para o irmão. Isso forçou o adiamento da viagem do segundo navio de 20 de março para 10 de abril. O Olympic voltou ao serviço em março, porém por causa de uma greve dos mineiros de carvão ele viajou com velocidade reduzida e transportando carvão em cabines desocupadas para que o Titanic pudesse ter combustível suficiente para realizar sua viagem inaugural. Ao final do mês, em 30 de março, Smith passou o comando da embarcação para o capitão Herbert Haddock e assumiu o Titanic.

#### Naufrágio doTitanic
O Titanic colidiu com um iceberg durante sua viagem inaugural e naufragou na madrugada do dia 15 de abril de 1912. O Olympic estava vindo de Nova Iorque, estando por volta de oitocentos quilômetros de seu irmão, conseguindo captar os pedidos de socorro. O navio estava muito longe para poder prestar assistência, então os operadores de rádio do Olympic passaram a noite retransmitindo as informações do Titanic para todas as outras embarcações que pudessem ajudar. Apesar da distância, a capitão Haddock mudou em 25° a rota de seu navio para ir em direção ao naufrágio. Todos os concertos e entretenimentos a bordo foram cancelados na manhã do dia 15 e os passageiros organizaram uma arrecadação de fundos para auxiliar os sobreviventes.
Os sobreviventes do Titanic foram resgatados ao amanhecer pelo RMS Carpathia, que também estava vindo de Nova Iorque. Ao saber das notícias, Haddock contatou o capitão Arthur Rostron do Carpathia, sugerindo que os sobreviventes fossem transferidos para o Olympic a fim de permitir que o Carpathia continuasse sua viagem para a Europa. Rostron recusou a proposta, dentre outros motivos, por possivelmente temer que os passageiros do Titanic tivessem algum trauma de viajar no irmão do navio que tinham acabado de testemunhar naufragando. O alcance do rádio do Carpathia era fraco, assim o Olympic ficou encarregado de retransmitir para o continente as primeiras listas de sobreviventes, que na maioria das vezes estavam erradas. Ele acabou retomando seu curso e chegou em Southampton no dia 22 de abril.

#### Reequipagem

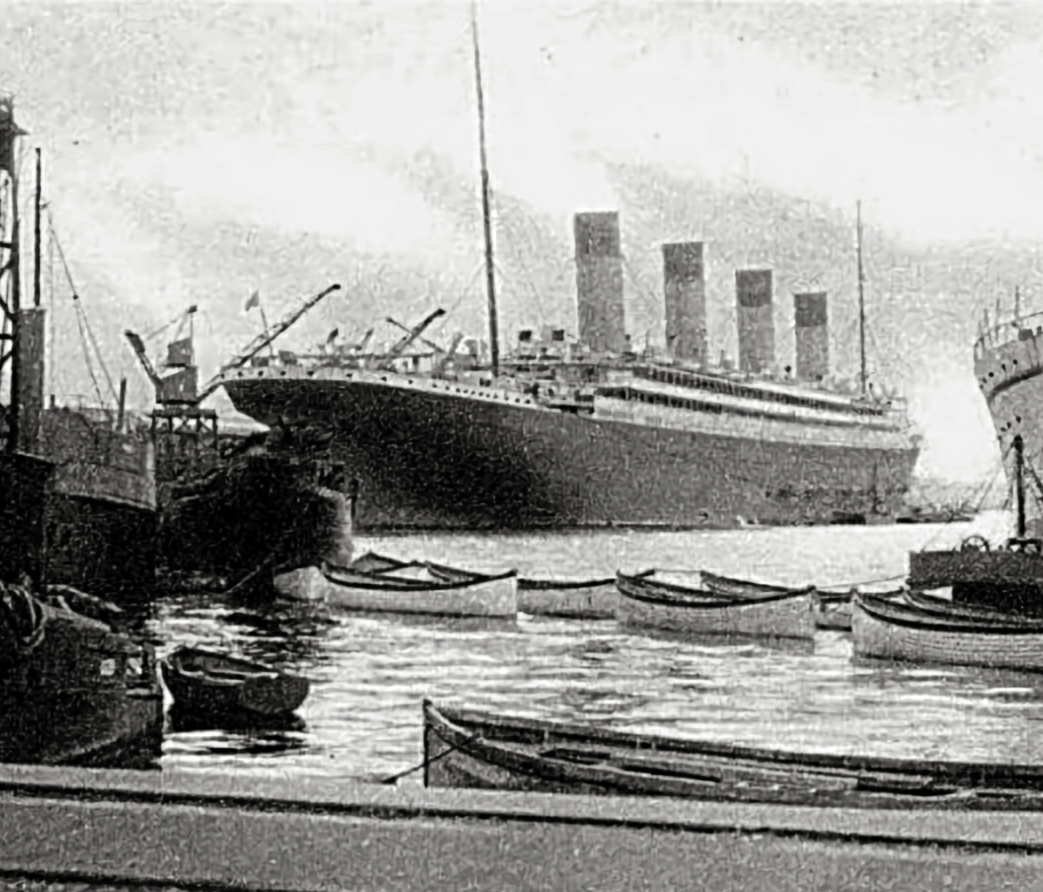
Botes do Sudan sendo transferidos para o Olympic a fim de complementar sua segurança.

Várias comissões de inquérito foram estabelecidas após o naufrágio do Titanic, com experimentos sendo realizados com o Olympic para determinar o tempo de reação do navio entre a ordem de mudança de curso e o início do movimento: o resultado foi de 35s até a embarcação começar a virar. Ismay testemunhou perante a comissão de inquérito norte-americana logo após o desastre afirmando que todos os navios da International Mercantile Marine Co. seriam equipados com botes salva-vidas suficientes para todos os passageiros a bordo. O Olympic apressadamente recebeu novos botes retirados de outros navios para garantir a segurança de todos a bordo. No entanto, eram em sua maioria botes desmontáveis velhos utilizados principalmente para transporte de tropas.
Trezentos foguistas do Olympic entraram em greve ao final de abril, protestando contra a qualidade dos botes salva-vidas que haviam sido instalados e impedindo que a embarcação realizasse sua viagem para Nova Iorque. A White Star Line acabou contratando outra tripulação em Liverpool e Portsmouth e os botes também foram testados, com apenas um mostrando um pequeno defeito. Os trabalhos aparentemente puderam continuar, porém os marinheiros grevistas e os não grevistas entraram em conflito, paralisando o Olympic novamente. O capitão Haddock pediu a intervenção de um navio militar que estava ali perto, porém a partida já tinha sido muito adiada e a travessia acabou por ser cancelada.
A tripulação inexperiente logo mostrou-se incapaz de cuidar efetivamente de uma embarcação do tamanho e complexidade do Olympic; o navio acabou batendo em rochas em junho. No mês seguinte ele encalhou perto da Ilha Ellis na Baía Superior de Nova Iorque enquanto tentava evitar outra colisão, atrasando a viagem em mais de uma hora. O incidente foi mantido em segredo para evitar má publicidade para a companhia, sendo descoberto apenas vinte anos depois. Além disso, suas reservas de suprimentos estavam nos níveis mais baixos de toda sua história durante o verão de 1912.
O Olympic foi retirado do serviço em 10 de outubro de 1912 e passou por uma grande reequipagem pelos seis meses seguintes, principalmente porque a White Star não queria perder a confiança dos passageiros. Seus compartimentos estanques foram reforçados, permitindo-lhe se manter à tona com até seis deles inundados (contra os quatro de anteriormente). Ele também recebeu um casco duplo por todo o seu comprimento. Essas obras eram de natureza bem complexa, já que era necessário remover as chaminés e as caldeiras da embarcação, deixando-a praticamente com um casco vazio. Além disso, sua hélice central de quatro lâminas também foi substituída por uma de três lâminas, enquanto botes salva-vidas para todos a bordo foram adicionados ao longo do convés dos botes. Todas essas mudanças fizeram com que a tonelagem do Olympic aumentasse para 46 358 t, superando a do Titanic e se transformando no maior navio de passageiros do mundo até o comissionamento do SS Imperator em 1913. Em termos de instalações, o Café Parisien foi instalado no convés B depois de seu sucesso no Titanic e o restaurante à la carte foi ampliado. Entretanto, a parte frontal do convés A, que diferenciava o Olympic de seu irmão, não foi alterada; a colocação de mais botes no convés superior fez dessa mudança algo muito mais complexo, sendo deixada de lado.

#### Retorno ao mar

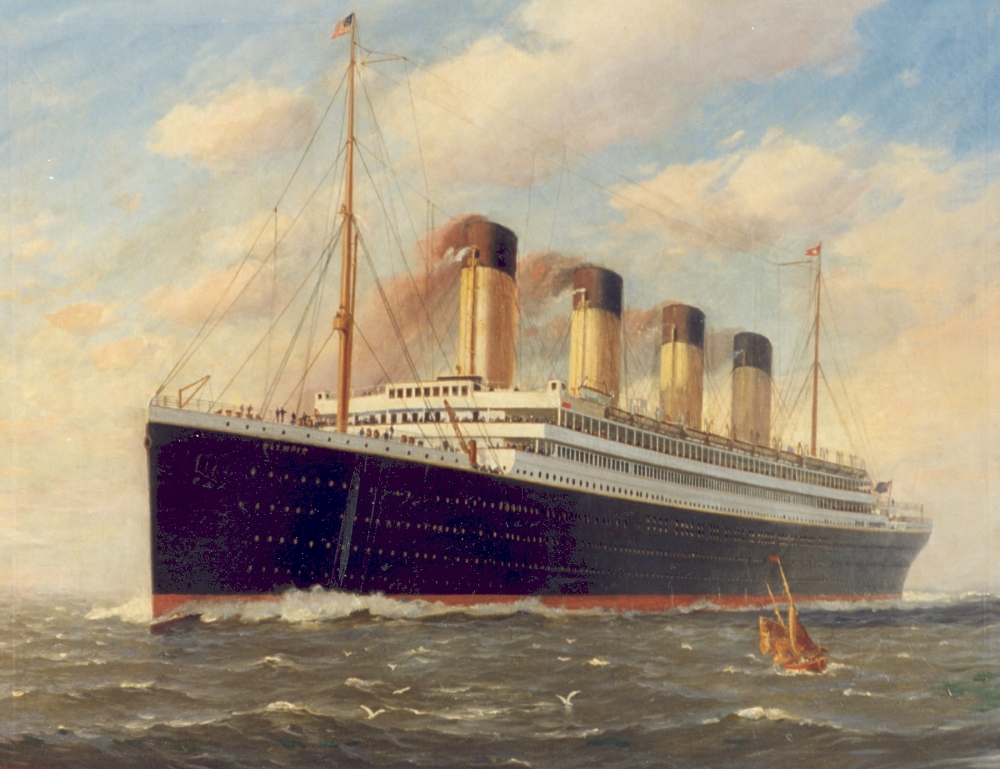
Pintura de Fred Pansing mostrando o Olympic após sua reequipagem de 1912.

O Olympic voltou ao serviço comercial em 1913 e a White Star Line fez arranjos para tentar reconquistar a confiança do público com o lançamento de uma campanha publicitária. A embarcação foi descrita como "praticamente dois navios em um", detalhando todas as melhorias de segurança realizadas em sua reequipagem. Até aquele momento o Olympic realizava a travessia transatlântica junto com outros dois navios dez e vinte anos mais velhos, respectivamente o RMS Oceanic e o RMS Majestic. O lançamento do Britannic, terceiro navio da Classe Olympic, previsto para o início de 1914, adicionaria um novo navio para a frota; além disso, a White Star Line também planejava construir um novo transatlântico para substituir o Titanic, porém isso nunca acabou se materializando.
O navio passou o resto de 1913 e início de 1914 em relativa tranquilidade, apesar de uma tempestade em 1914 ter quebrado algumas janelas da sala de jantar da primeira classe e ferido alguns passageiros e um comissário. O número de passageiros diminuiu com o início da Primeira Guerra Mundial em 4 de agosto de 1914. Por causa do temor de ataques, o Olympic deixou o porto de Nova Iorque em 9 de agosto escoltado por um cruzador. Entretanto, a travessia ocorreu sem problemas e a embarcação chegou em segurança na costa britânica.

### Primeira Guerra Mundial

#### Resgate doAudacious
O Olympic continuou a transportar passageiros sob o capitão Haddock durante o início da Primeira Guerra Mundial em conjunto com RMS Baltic e RMS Adriatic da White Star e o SS Lapland da Red Star Line. No entanto, esperava-se que o navio fosse retirado do serviço em outubro e deixado na doca ao lado do inacabado Britannic.

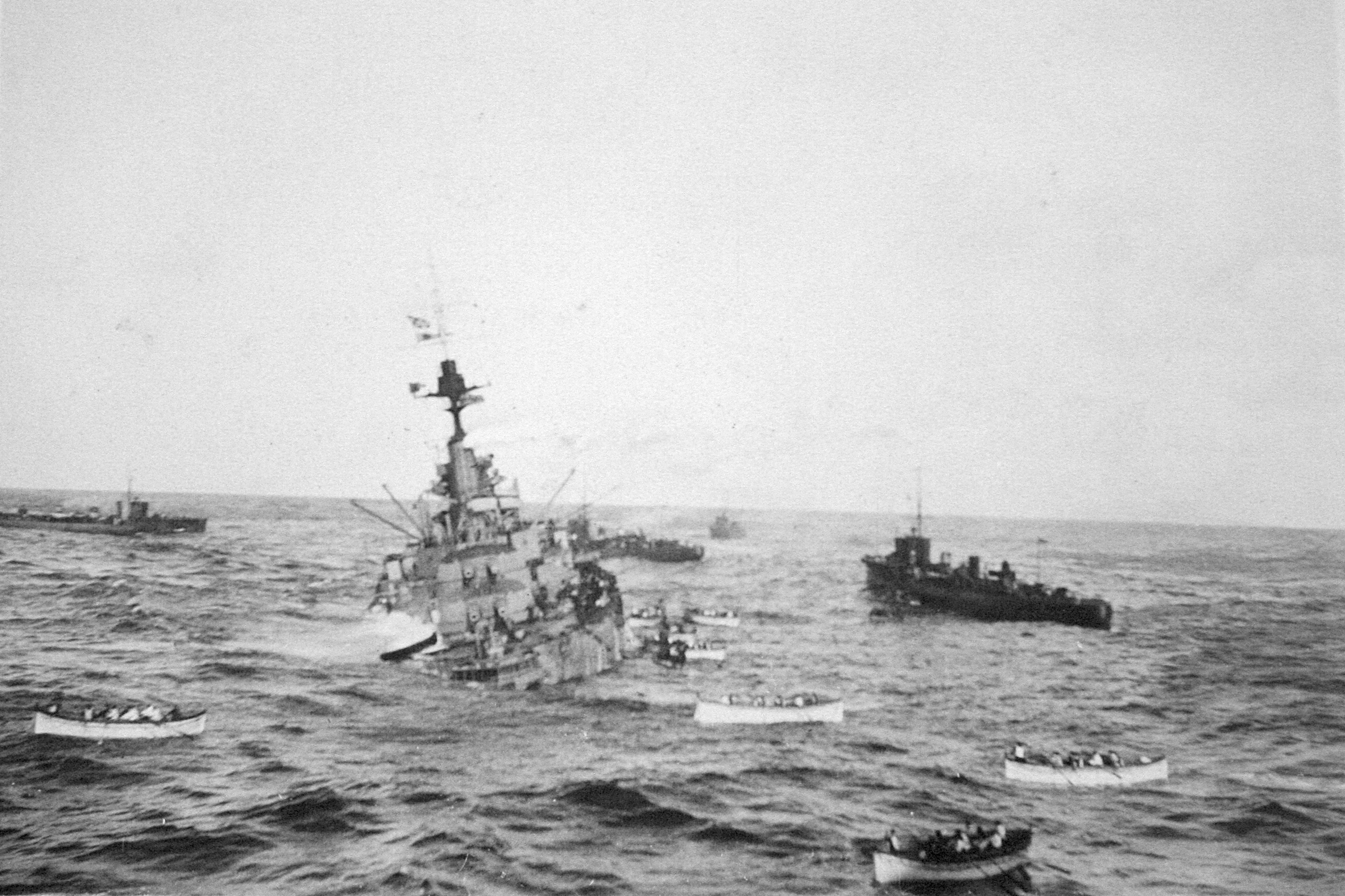
Botes do Olympic indo ao resgate da tripulação do Audacious.

Em 27 de outubro de 1914 o Olympic recebeu pelo telégrafo um pedido de socorro vindo do HMS Audacious enquanto voltava de Nova Iorque e preparava-se para cruzar um campo minado perto da costa da Irlanda. O couraçado da Marinha Real Britânica havia batido em uma mina colocada pelo navio alemão SS Arabic e estava afundando. O Olympic conseguiu chegar no local em tempo e lançou seus botes para salvar os marinheiros, trazendo-os em segurança a bordo. A comissária Violet Jessop posteriormente lembrou que os náufragos resgatados ficaram maravilhados com a magnificência do Olympic em comparação com seus aposentos espartanos no Audacious.
Depois do resgate o Olympic e o HMS Fury tentaram rebocar o Audacious. Porém, o cabo de ambas as embarcações se rompeu. Haddock tentou mais uma vez, porém novamente sem sucesso. Às 18h o capitão do Audacious pediu para Haddock desistir e retomar seu curso; o Olympic reiniciou sua viagem meia hora depois. Após o incidente os passageiros foram mantidos a bordo durante uma semana para que o caso ficasse em segredo, com uma campanha de desinformação maciça sendo lançada pelo Reino Unido para evitar que o Império Otomano sentisse fraqueza no lado britânico e se aliasse ao Império Alemão. Dessa forma, o Audacious foi mantido nas listas do Almirantado Britânico como um navio ainda ativo. Isso mesmo assim foi em vão, já que os alemães publicaram várias notícias e cartões comemorando o evento.

#### Transporte de tropas

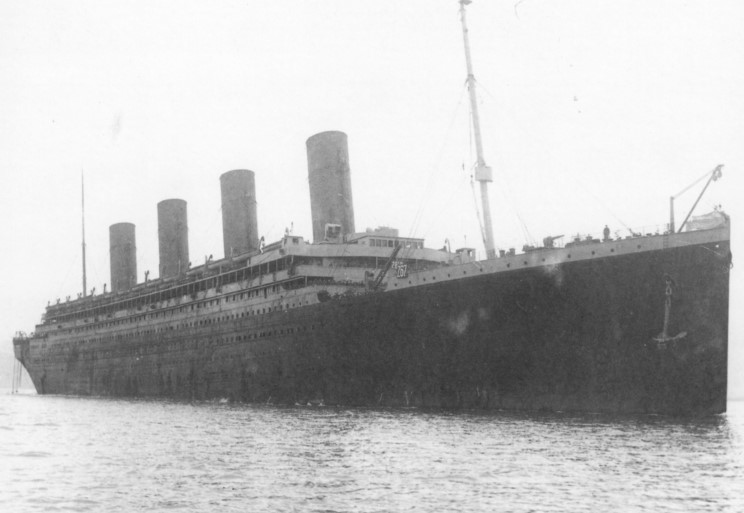
O Olympic em Mudros transportando tropas durante a guerra, 1915.

O Olympic foi retirado do serviço e atracado no porto de Belfast. Entretanto, o Almirantado começou a perceber que embarcações de tal magnitude poderiam ter alguma utilidade no conflito, especialmente depois do naufrágio do Lusitania em 7 de maio de 1915. O Mauretania, Aquitania e o Britannic foram requisitados e convertidos em navios hospitais, enquanto o Olympic foi convocado para atuar como transporte de tropas com capacidade entre seis e sete mil homens. A White Star Line recebeu uma compensação de 23 mil libras mensais pelo "empréstimo" do navio. O capitão Haddock foi retirado do comando, apesar de protestos de alguns executivos da empresa, e em seu lugar foi colocado o capitão Bertram Fox Hayes, que acabou se tornando a pessoa que mais tempo permaneceu no comando da embarcação em toda sua história. As instalações do Olympic foram reformadas e adaptadas para sua nova função; os oficiais passaram a ficar alojados nas cabines da primeira classe, enquanto a grande maioria das áreas comuns foram convertidas em hospitais e dormitórios para os soldados. Além disso, o navio foi equipado com dois canhões.
Ele transportou aproximadamente seis mil homens para Mudros no Império Otomano em setembro de 1915, parando no meio do caminho para resgatar o navio francês naufragado Provincia. A operação foi cheia de riscos já que a região era patrulhada por submarinos alemães e pelo fato de uma embarcação parada do tamanho do Olympic ser um alvo fácil. A ação ocorreu sem problemas, porém o capitão Hayes foi repreendido pelo Almirantado por colocar desnecessariamente o navio em perigo, ainda mais por estar transportando tropas que eram requisitadas no fronte. Em seguida a embarcação continuou operando no mar Mediterrâneo no período mais perigoso de sua carreira. O Olympic conseguiu escapar de um submarino em novembro de 1915 e desviar de dois torpedos em janeiro de 1916, enquanto que no mês seguinte ele sobreviveu ileso a um ataque aéreo vindo de um avião búlgaro. Com o fracasso da Campanha de Galípoli por parte da Tríplice Entente, o navio foi transferido para outra área de atuação.

#### "Velho Confiável"
Em 1916 se pensou na ideia de utilizar o Olympic para transportar tropas da Índia através da Cidade do Cabo, porém ela foi abandonada rapidamente por problemas de abastecimento; a embarcação havia sido projetada para viagens transatlânticas e suas reservas de carvão não eram grandes o bastante para ir até a Índia. O navio foi finalmente selecionado para transportar tropas canadenses até o Reino Unido. O plano original era para o Olympic viajar em comboio, porém o capitão Hayes rejeitou a ideia por considerar que sua melhor defesa era a velocidade. O navio levou uma delegação britânica para o Canadá em abril de 1916 e voltou transportando mais de sete mil tropas, o maior número de passageiros já transportados por uma única embarcação da White Star. Entre 1916 e 1917 o Olympic fez travessias entre os dois países sem nenhum incidente grave, ao contrário de seu irmão Britannic que acabou afundando no mar Egeu em 21 de novembro de 1916.

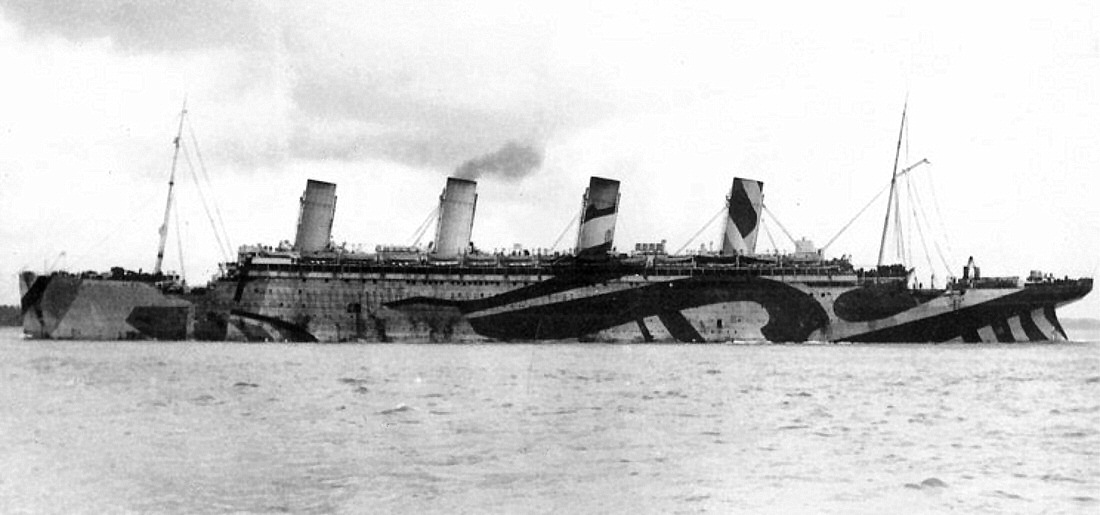
O Olympic com sua camuflagem de guerra.

A embarcação voltou para a Harland and Wolff em 1917 a fim de passar por algumas reformas, com mais armas sendo adicionadas e com seu casco e chaminés sendo inteiramente pintados por um esquema de formas geométricas que tinham o objetivo de dificultar a determinação de sua distância e velocidade por parte do inimigo. Essa camuflagem fora obra do pintor Norman Wilkinson, responsável também por algumas das pinturas que adornavam as salas de fumar tanto do Olympic quanto do Titanic, e foi redesenhada três vezes ao longo do conflito. Foi durante o período de viagens entre o Reino Unido e o Canadá que o navio recebeu o apelido de "Velho Confiável" pelos habitantes de Halifax, que sempre celebravam sua chegada na cidade com um feriado. Além de tropas, o Olympic também transportava petróleo para a Europa com o auxílio do RMS Celtic, RMS Cedric, RMS Baltic e RMS Adriatic, todos também da White Star Line.
Seu serviço na guerra também marcou um de seus maiores feitos. Em 12 de maio de 1918, enquanto transportava tropas americanas para a França, o Olympic foi atacado pelo submarino alemão SM U-103, que planejava disparar torpedos a partir de seus tubos da popa. Porém, o Olympic conseguiu avistar a embarcação alemã na superfície e abriu fogo com suas armas; o U-103 entrou em curso paralelo enquanto tentava desviar dos tiros, mas acabou sendo rasgado ao meio pela hélice de bombordo do navio, afundando imediatamente. Nove marinheiros alemães morreram e 31 foram depois resgatados pelo USS Davis. O Olympic foi o único navio mercante em toda a Primeira Guerra Mundial a conseguir afundar um submarino alemão. Com o fim da guerra em novembro de 1918, ele transportou tropas canadenses de volta para casa. De acordo com o capitão Hayes, sua chegada em Halifax criou tanta alegria e celebrações que era quase impossível dar instruções devido ao barulho das multidões. Hayes depois em 1919 foi feito um cavaleiro da Ordem de São Miguel e São Jorge pelo rei Jorge V por seus "valiosos serviços em conexão com o transporte de tropas durante a Guerra".

### Pós-guerra

#### Volta ao serviço comercial

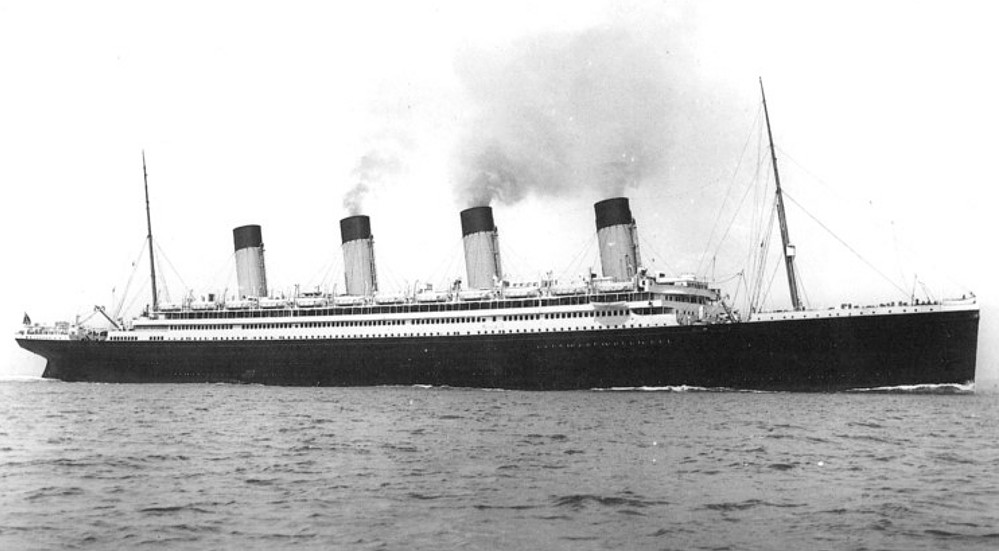
O Olympic em 1922.

O Olympic voltou para os estaleiros no final da guerra a fim de passar por reformas para poder retornar ao serviço comercial. Os elementos decorativos do seu interior que haviam sido retirados para seu uso militar foram colocados de volta no lugar, enquanto outros elementos foram substituídos completamente. Apesar de ter passado pela guerra em relativa tranquilidade, com exceção do incidente com o U-103, quando o navio foi para a doca seca descobriu-se danos em seu casco até então desconhecidos; principalmente, foi encontrado um enorme impacto de um torpedo não detonado em seu casco. Seu interior também foi modernizado, com suas caldeiras sendo adaptadas para operar a partir de óleo combustível. Isso permitiu que a White Star Line operasse o Olympic de forma muito mais econômica, reduzindo o número de mecânicos de 350 para apenas sessenta. Além disso, sua hélice central foi substituída novamente, voltando para sua configuração original com quatro lâminas.
Porém, a mudança para óleo não ocorreu tranquilamente. O novo combustível era mais propenso a incêndios do que o carvão, com novos dispositivos de segurança tendo de ser instalados para impedir acidentes. Mesmo assim, houve um caso de incêndio causado por uma válvula defeituosa que feriu alguns homens, porém foi controlado rapidamente. Os turcos do Olympic foram substituídos por versões melhores e mais modernas, com dois botes a motor também sendo instalados, aumentando a capacidade total dos botes para 3 428 pessoas.

#### Novos companheiros
O Olympic voltou ao serviço comercial no final de 1919. Em junho do ano seguinte ele transportou 3036 passageiros para os Estados Unidos, o maior número de pessoas no período pós-guerra. O grande desafio da White Star Line nesse momento era conseguir substituir o Titanic e o Britannic e manter um serviço transatlântico capaz de competir com seus rivais. O Tratado de Versalhes assinado em junho de 1919 veio como ajuda. A derrotada Alemanha foi forçada a vender para os vencedores a maior parte de suas embarcações, incluindo os então maiores navios do mundo: o SS Imperator e seu irmão SS Bismarck, ainda em construção. Ambos foram vendidos respectivamente para a Cunard e para a White Star a fim de compensar a perda do Lusitania e do Britannic. A Cunard renomeou seu navio para RMS Berengaria, enquanto a White Star chamou o seu de RMS Majestic. A conclusão deste último, entretanto, ainda ficou com os alemães. A Alemanha também foi forçada a fornecer uma outra compensação pelas perdas do Oceanic e do Laurentic; assim, o SS Columbus, também ainda em construção, foi finalizado e entregue como RMS Homeric.
No entanto, essas entregas não foram feitas de imediato. A White Star Line então foi forçada a reestabelecer sua rota transatlântica com o Adriatic e o Lapland. O retorno do Olympic criou um certo alívio e também um desequilíbrio, já que ele era pelo menos seis nós mais rápido que seus companheiros. Essa diferença continuou mesmo depois da chegada do Homeric, que tinha velocidade média de 18 nós.

#### Era de ouro
O Olympic passou pelo período mais glorioso de sua carreira durante a década de 1920, transportando inúmeras celebridades da época. Uma delas foi Charlie Chaplin, que viajou a bordo em setembro de 1921. Ele gostou especialmente do ginásio, quadra de squash e a sala de fumar, aparecendo em público várias vezes apesar de sua timidez. O navio também chegou a transportar Douglas Fairbanks e Mary Pickford, sendo apelidado de "Navio Cinema" em função dos vários atores e atrizes de cinema que cruzavam o oceano Atlântico com ele. Além dos astros de cinema, a embarcação também transportou outras pessoas importantes como Eduardo, Príncipe de Gales, e o corpo de William Pirrie de volta para a Inglaterra em 1924. O escritor Walter Lord, autor de vários livros sobre o Titanic, chegou a viajar no Olympic enquanto ainda era criança.
As leis de imigração para os Estados Unidos foram endurecidas em maio de 1921, limitando o número de imigrantes admitidos anualmente no país. Em 1924 o número foi fixado em 160 mil por ano, enquanto em 1931 foi inferior a cem mil. Dessa forma, a terceira classe do Olympic se tornou cada vez menos lucrativa. Por outro lado, o navio acabou se beneficiando de outra lei dos Estados Unidos: a Lei Seca. As embarcações americanas eram consideradas uma extensão de seu território nacional, estando assim sujeitas às mesmas leis. Por causa disso, muitos americanos passaram a viajar em navios britânicos como o Olympic, que chegavam a até organizar excursões curtas para satisfazer os clientes que procuravam álcool. A própria tripulação do navio certas vezes ajudava os passageiros a obterem bebidas. Violet Jessop conta em suas memórias que muitas de suas colegas comissárias passavam pelos inspetores de alfândega com garrafas de uísque escondidas em seus vestidos.

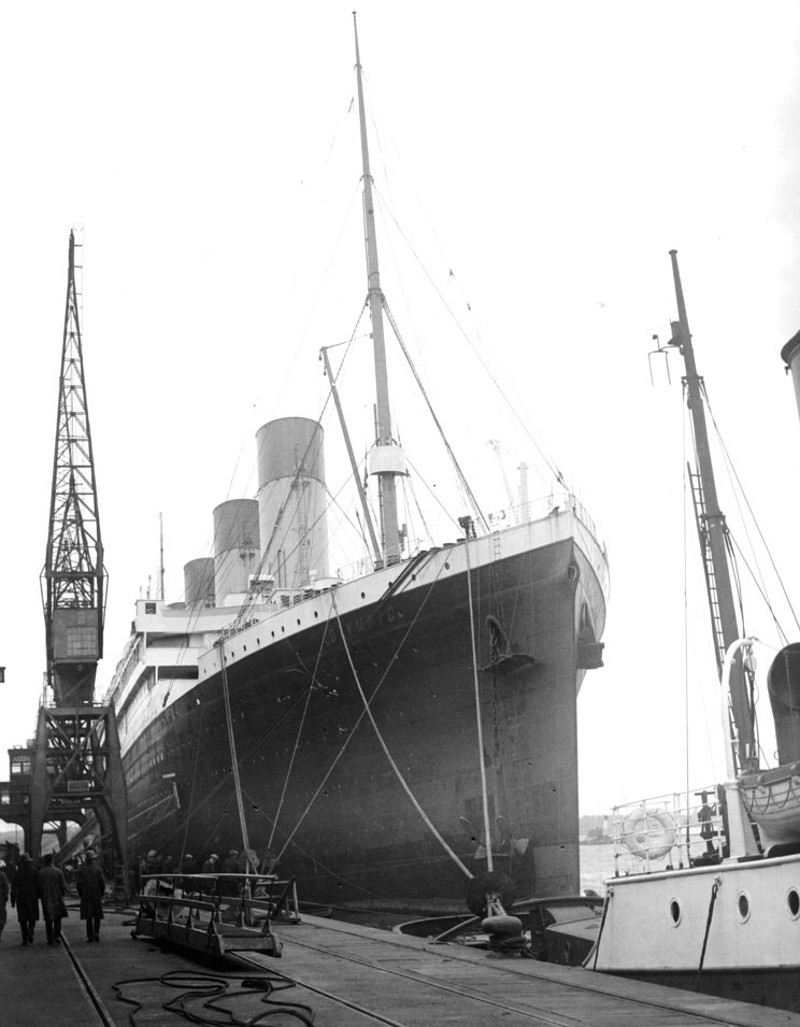
O Olympic no porto de Southampton em 1929.

O Olympic sofreu alguns incidentes sérios nesse período. Uma tempestade violenta em 12 de dezembro de 1921 arrancou duas anteparas, matando um passageiro de terceira classe e ferindo gravemente outro a ponto de sua perna ter de ser amputada. Em 22 de março de 1924 passou por outra colisão enquanto deixava Southampton, desta vez batendo no SS Fort St. George. A embarcação menor sofreu danos consideráveis, porém o Olympic aparentemente escapou ileso com a exceção de arranhões na popa. Foi apenas mais tarde que se percebeu que os danos tinham sido muito maiores, com todos sendo reparados na virada de 1925 para 1926.
A White Star Line foi comprada em 1926 por lorde Owen Philipps, 1.º Barão Kylsant. Se começou a pensar em modernizar o Olympic para atender novos tipos de clientes depois de dezesseis anos de carreira. Essas ideias mesmo assim demoraram para se realizar e o navio passou por reformas apenas na virada de 1927 para 1928 e depois de 1928 para 1929. Várias cabines foram excluídas para que todas pudessem ter casas de banho particulares, enquanto outras cabines foram ampliadas às custas do convés de passeio do convés B. Seguindo ideias criadas originalmente para o Britannic, a sala de leitura da primeira classe também foi excluída a fim de criar espaço para mais cabines. O ano de 1928 viu o surgimento de uma "classe turística" além da segunda classe, logo depois do surgimento em 1925 de uma "terceira classe turística". O salão de jantar da primeira classe foi equipado com uma pista de dança, enquanto o salão da primeira classe e a biblioteca da segunda receberam projetores de cinema. A decoração de certos espaços também foi alterada e modernizada, como foi o caso de sua Grande Escadaria que teve suas grades pintadas de verde. Após essas reformas o Olympic passou por uma experiência incomum, quando em 18 de novembro de 1929 ele foi abalado por um terremoto marinho.

#### Competição
Os principais navios da White Star Line e da Cunard Line foram confrontados no início da década de 1930 com a chegada de outras embarcações italianas, alemãs e francesas muito maiores, modernas e rápidas. A Flâmula Azul, que há duas décadas pertencia ao Mauretania, foi tomada pelo SS Bremen e depois por seu irmão SS Europa da Alemanha. O SS Île de France e o SS Normandie também colocaram a França na frente do Reino Unido no cenário marítimo. Por fim, o italiano SS Rex conseguiu reivindicar certo reconhecimento naval para seu país. Esses novos navios começaram a ser uma ameaça para os mais antigos como o Olympic, que cada vez mais passava a transportar menos passageiros.
A Grande Depressão agravou ainda mais essa situação, com o número de passageiros caindo significantemente logo em seguida. Entre junho e dezembro de 1930, o número de pessoas transportadas pelo Olympic caiu de 1 400 para apenas trezentas. No ano seguinte várias viagens foram canceladas e substituídas por cruzeiros para Halifax. O número de travessias em 1932 diminuiu ainda mais, porém começaram uma leve recuperação no ano seguinte.

#### Últimos anos

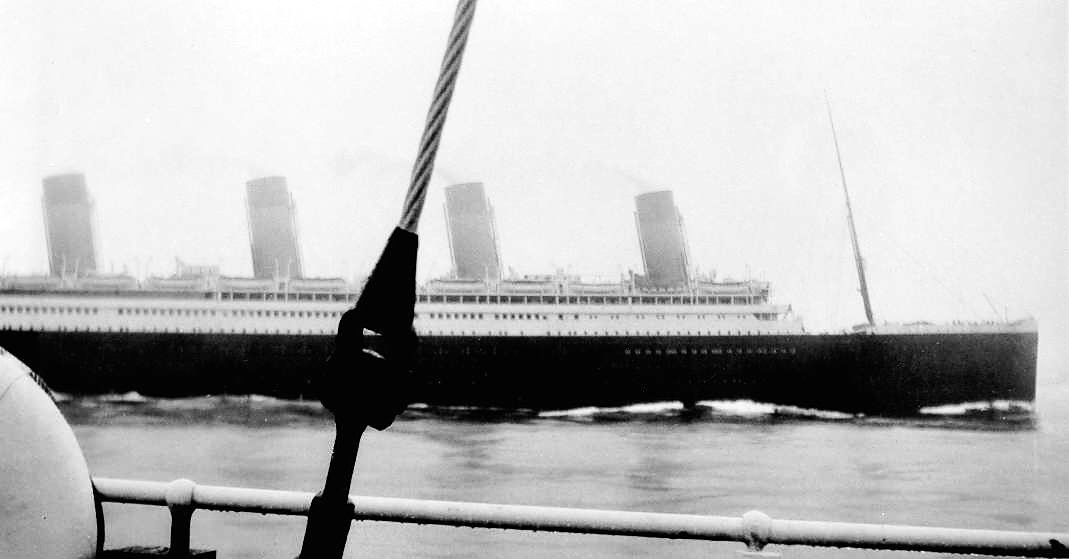
O Olympic passando pelo LV-117 em abril de 1934. As duas embarcações colidiriam no mês seguinte.

A situação econômica ruim fez a White Star Line vender no início da década de 1930 muitos de seus navios, como por exemplo o SS Megantic e o SS Arabic. Ao mesmo tempo, Neville Chamberlain, então Chanceler do Tesouro, aprovou um empréstimo governamental para a Cunard poder completar o RMS Queen Mary a fim de competir com os alemães e franceses. Chamberlain também afirmou que a nova embarcação seria "uma alavanca para que a White Star e a Cunard se mesclassem, estabelecendo assim uma poderosa empresa britânica no Atlântico Norte". Essa fusão aconteceu em 10 de maio de 1934, quando a Cunard comprou a White Star para formar a Cunard-White Star Line. O ano de 1934 foi desastroso para o tráfego marítimo: o número de passageiros, que anteriormente passavam de um milhão de pessoas ao ano, foi desta vez de apenas 460 mil.

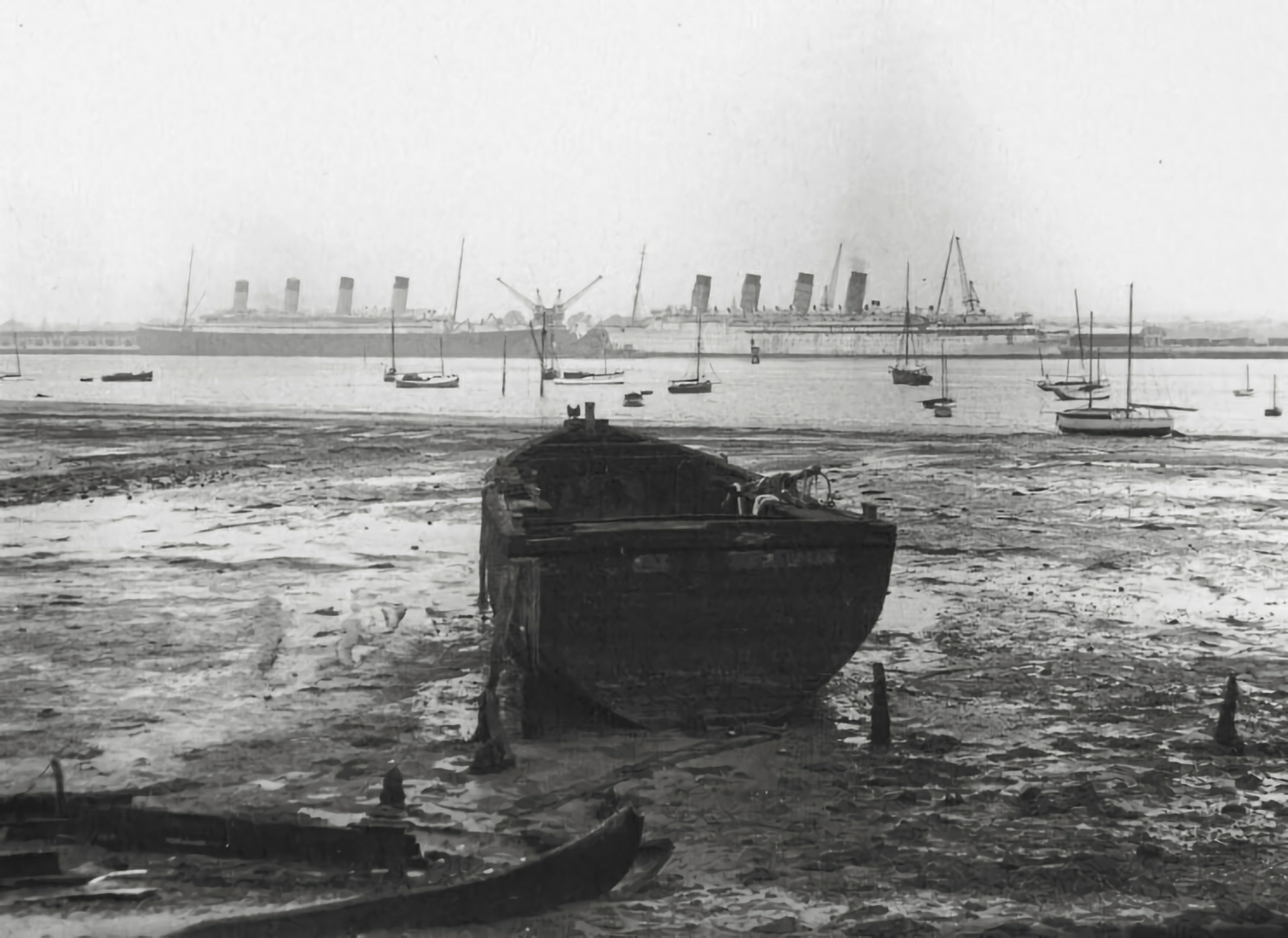
O Olympic (esquerda) e o Mauretania (direita) em Southampton, em 1935; aguardando suas últimas viagens para serem desmontados.

Em 15 de maio do mesmo ano, o Olympic, agora sob o comando de John Binks, mais uma vez se envolveu em uma colisão contra outro navio. Por volta dàs 11h o navio de passageiros estava se aproximando da costa da América do Norte sob forte neblina e captou os sinais de rádio do navio-farol LV-117. O operador de rádio do Olympic tentou contatar o LV-117 sem sucesso, então o capitão Binks fez uma virada de dez graus para bombordo e reduziu a velocidade para dez nós. Alguns minutos depois os olheiros avistaram o navio-farol logo à frente; Binks ordenou uma virada para bombordo, ré em força total e fechou as comportas estanques, conseguindo reduzir sua velocidade para três nós. Isso não foi o suficiente e as duas embarcações colidiram e o LV-117 partiu ao meio. O Olympic imediatamente lançou botes salva-vidas para resgatar a outra tripulação; dos onze tripulantes, apenas quatro sobreviveram. A Marinha dos Estados Unidos fez a Cunard-White Star pagar por um novo navio-farol.
Após a fusão, a Cunard-White Star ficou com um número muito grande de navios em sua frota. Dessa forma o Homeric foi retirado do serviço ainda em 1934, seguido logo depois pelo Mauretania. O destino do Olympic neste momento ainda era incerto. Ele partiu de Nova Iorque pela última vez em 5 de abril de 1935 e todas as suas outras viagens marcadas foram canceladas.
Por um tempo chegou a se considerar a ideia de converter o Olympic em um hotel flutuante na costa sul da França, porém esse projeto foi logo abandonado. Seu interior foi parcialmente desmontado em 1936 nos estaleiros da cidade de Jarrow, Inglaterra. No ano seguinte o navio foi rebocado até Inverkeithing na Escócia, onde foi totalmente desmontado e vendido como sucata. Seus adornos interiores de madeira foram leiloados.

## Legado

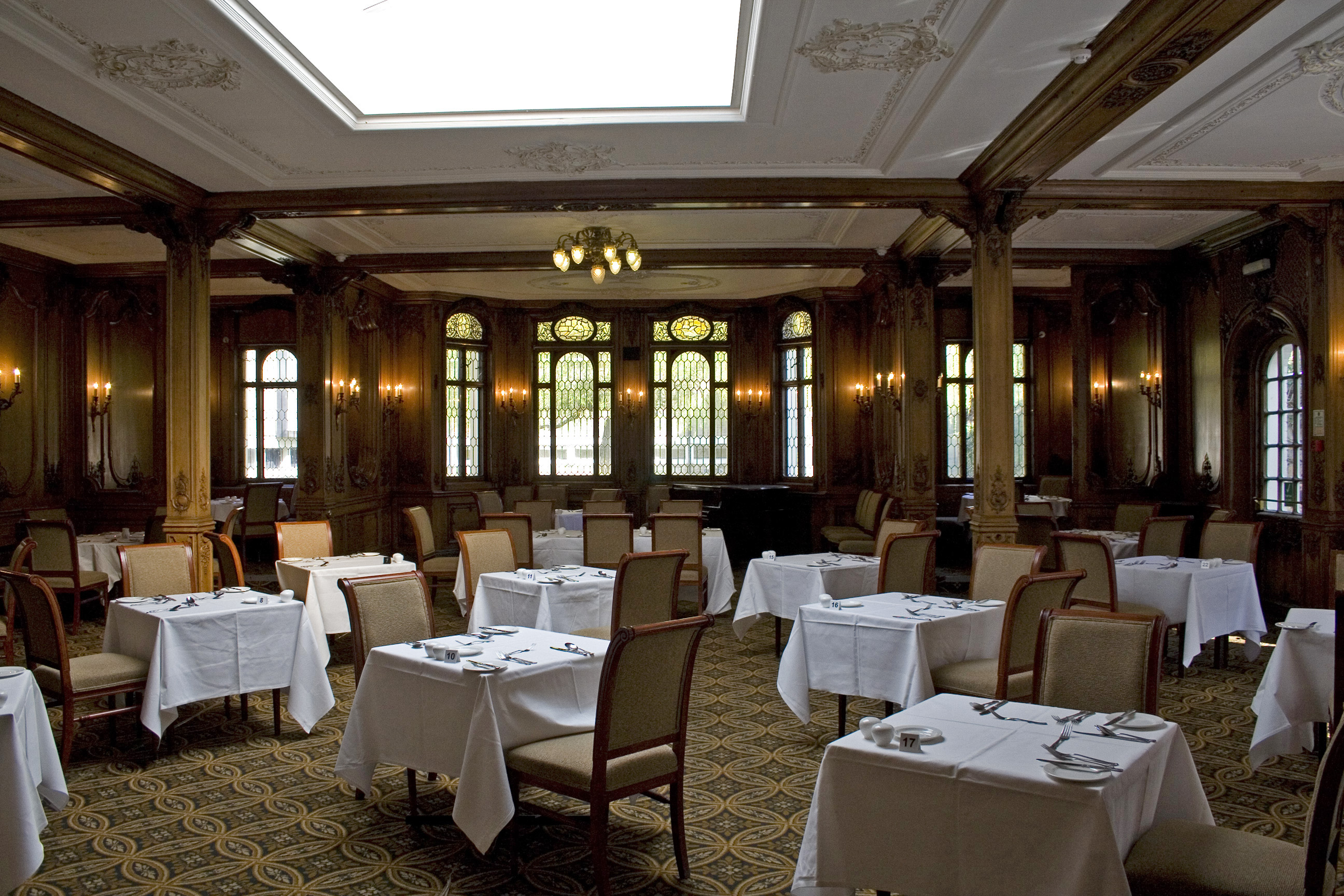
Adornos de madeira do Olympic decorando o White Swan Hotel.

Apesar de ser bem menos conhecido que seu irmão Titanic, ou até mesmo de seu outro irmão Britannic, o Olympic foi o único dos três a conseguir completar uma viagem comercial e ter uma longa e próspera carreira. Ele gozou de vários apelidos em suas pouco mais de duas décadas de serviço, como por exemplo "Oly" e "Velho Confiável", o que demonstrava a afeição de seus passageiros e tripulantes. Desde sua reforma no final de 1912 até o lançamento do Queen Mary em 1936, o Olympic foi a maior embarcação comercial britânica já construída. Além disso, junto com o Titanic, os dois foram os navios mais noticiados e divulgados pela imprensa na época.
Vários de seus elementos decorativos foram leiloados depois de sua desmontagem. Grande parte deles foram para colecionadores particulares e hoje estão espalhados em várias casas do Reino Unido. Entretanto, alguns pedaços tiveram outros fins; muitos adornos de madeira de diferentes instalações da primeira classe, incluindo de sua Grande Escadaria, estão localizados no White Swan Hotel em Alnwick, Inglaterra, sendo talvez a maior reunião única de artefatos do Olympic. Painéis de seu restaurante à la carte anos depois foram instalados no restaurante principal do navio GTS Celebrity Millennium, pertencente à companhia Celebrity Cruises. O relógio de sua Grande Escadaria, "Honra e Glória Coroando o Tempo", também está preservado e está atualmente em exibição no SeaCity Museum em Southampton.
Por fim, durante a pré-produção do filme Titanic, o diretor James Cameron, o diretor de arte Peter Lamont e outros membros da equipe visitaram vários dos locais com objetos do Olympic para ajudá-los nos projetos e construção dos cenários internos que representariam o Titanic.